# Skiken
Skiken is een relatief nieuwe sport die kortweg het beste te omschrijven is als langlaufen op wielen.
De klassieke schaats heeft voor en achter een circa 15 cm groot wiel met dunne luchtbandjes. De voet (met schoen) staat daartussenin en wordt met klittenband gefixeerd. Bij de hak van de schoen is een scharnierend opgaand deel dat met klittenband aan de kuit wordt gebonden en onderaan voorzien is van een remsysteem. Door een voet naar voren te steken, wordt de rem op het achterste luchtbandje gedrukt, waardoor geremd wordt.
De voortbeweging is gelijk aan het freestyle langlaufen, waarbij de schaatsbeweging ondersteund wordt met twee stokken (poles). De punten van deze stokken zijn aanvankelijk scherp en van Widia en dus zeer hard. Door het gebruik worden de punten bot, waarna deze geslepen of vervangen moeten worden.
De sport is zeer intensief om te doen. Het voordeel ten opzichte van bijvoorbeeld skeeleren is dat het wegdek niet glad hoeft te zijn. Op gravel(wandel)paden en zelfs op harde bospaden kan gereden worden. Vanzelfsprekend is dit dan nog intensiever om te doen.
Waar voor een skeeleraar een regenbuitje de weg al erg glad kan maken, is dit voor skiken geen probleem. Ook steentjes en takjes die een skeeleraar kunnen laten struikelen, vormen bij het skiken geen probleem.
Een verwante sport is Nordic Blading, dat in Nederland en België nog niet, maar o.a. in Duitsland, vooral als zomertraining door langlaufers, wel beoefend wordt. Niet ver over de Nederlands-Duitse grens, vijf kilometer ten noorden van Freren, is rondom de recreatieplas Sallersee een trainingsparcours speciaal voor skiken en Nordic Blading ingericht.